# Verikalpa
Verikalpa (Fins voor bloeddegen) is een in 2006 opgerichte Finse folkmetalband uit Oulu. De band trad voor het eerst op in 2015 en heeft onder meer op Finse metalfestivals als Nummirock en Tuska gespeeld. Verikalpa heeft drie albums uitgebracht: Taistelutahto (2018), Tuoppitanssi (2020) en Tunturihauta (2022).

## Discografie

### Albums
Verikalpa heeft de volgende albums uitgebracht:
| Jaar | Titel         | Opmerkingen            |
| ---- | ------------- | ---------------------- |
| 2018 | Taistelutahto | Nederlands: Strijdwil  |
| 2020 | Tuoppitanssi  | Nederlands: Stopendans |
| 2022 | Tunturihauta  | Nederlands: Fjellgraf  |